# Indothele lanka
Espèce
Indothele lanka est une espèce d'araignées mygalomorphes de la famille des Ischnothelidae.

## Distribution
Cette espèce est endémique du Sri Lanka. Elle se rencontre vers Kalutara et Ratnapura.

## Description
La carapace du mâle holotype mesure 3,77 mm de long sur 3,39 mm.

## Étymologie
Son nom d'espèce lui a été donné en référence au lieu de sa découverte, le Sri Lanka.

## Publication originale
- Coyle, 1995 : A revision of the funnelweb mygalomorph spider subfamily Ischnothelinae (Araneae, Dipluridae). Bulletin of the American Museum of Natural History, no 226, p. 1-133 (texte intégral).